# Spy vs Spy (album)
Spy vs Spy: The Music of Ornette Coleman je studiové album Johna Zorna, obsahující skladby Ornette Colemana. Album vyšlo v roce 1989 u Nonesuch Records.

## Seznam skladeb
Všechny skladby napsal Ornette Coleman.
| Pořadí         | Název             | Délka |
| -------------- | ----------------- | ----- |
| 1.             | WRU               | 2:38  |
| 2.             | Chronology        | 1:08  |
| 3.             | Word for Bird     | 1:14  |
| 4.             | Good Old Days     | 2:44  |
| 5.             | The Disguise      | 1:18  |
| 6.             | Enfant            | 2:37  |
| 7.             | Rejoicing         | 1:38  |
| 8.             | Blues Connotation | 1:05  |
| 9.             | C. & D.           | 3:05  |
| 10.            | Chippie           | 1:08  |
| 11.            | Peace Warriors    | 1:20  |
| 12.            | Ecars             | 2:28  |
| 13.            | Feet Music        | 4:45  |
| 14.            | Broad Way Blues   | 3:42  |
| 15.            | Space Church      | 2:28  |
| 16.            | Zig Zag           | 2:54  |
| 17.            | Mob Job           | 4:24  |
| Celková délka: | Celková délka:    | 40:32 |

## Sestava
- John Zorn – altsaxofon
- Tim Berne – altsaxofon
- Mark Dresser – kontrabas
- Joey Baron – bicí
- Michael Vatcher – bicí